# جرمین فاولر
جرمین فاولر (به انگلیسی: Jermaine Fowler) (زاده ۱۶ مهٔ ۱۹۸۸) بازیگر آمریکایی است.
از کارهای معروف او می‌توان به بازی در فیلم ریکی استانیکی اشاره کرد.

## فیلم‌شناسی
فهرست برخی از فیلم‌ها و مجموعه‌های تلویزیونی که جرمین فاولر در آن‌ها به ایفای نقش پرداخته‌است:
- بوجک هورسمن(۲۰۱۴)
- مرغ ربات(۲۰۱۵)
- فمیلی گای(۲۰۱۷)
- مسابقه لب‌خوانی(۲۰۱۷)
- ببخشید مزاحم شما شدم(۲۰۱۸)
- یهودا و مسیح سیاه(۲۰۲۱)
- سفر به آمریکا ۲(۲۰۲۱)
- قتلی در پایان دنیا(۲۰۲۳)
- ریکی استانیکی(۲۰۲۴)
- نیش(۲۰۲۴)
- به مامان نگو پرستار بچه مرده(۲۰۲۴)